# Hugo Kepka
Hugo Kepka (22. června 1889 Klatovy – 10. února 1912 Turnov) byl český novinář, básník a politik.

## Život
Narodil se v roce 1889 v Klatovech do rodiny vachmajstra u dragounů. Již jako student Klatovského gymnázia se zajímal o politiku.  V šestnácti letech demonstrativně mlčel při zpěvu Rakouské císařské hymny, za což byl vyloučen ze všech středních škol na území Rakouska. Jako příslušník mládeže národně sociální strany poté působil jako redaktor časopisu organizovaném Karlem Půlpánem v Praze. Po roce 1907 působil v severních Čechách v Mostě, Duchcově a v Teplicích  spolu s Josefem Davidem jako redaktor novin Stráž českého severu a Naše menšiny. V roce 1909 byl zatčen a odsouzen v procesu s antimilitaristickým sjezdem k 10 měsícům těžkého žaláře za propagaci antimilitaristického hnutí. V jeho básnickém díle se mimo jiné zabývá drsným prostředí severočeské hornické oblasti na počátku 20. století. Zemřel v roce 1912 v nedožitých třiadvaceti letech na tuberkulózu, která byla následkem jeho pobytu ve vězení. Je pohřben na Mariánském hřbitově v Turnově.

## Dílo
- Epištoly k dělnické mládeži, 1906
- Za bídu psů a jiné povídky, 1908
- Několik poznámek do vřavy: Myšlenky a hesla, 1910
- V cele č. 67, 1912
- Za bídu psů. Osení, 2012